# Lhasa (102)
Le Lhasa (102) est un destroyer de type 055 de la marine chinoise en service depuis le 7 mars 2021.

## Conception et développement
La marine chinoise était intéressée par la conception d'un destroyer lourd dès la fin des années 1960. Un programme de développement, nommé « 055 », lancé en 1976 a été annulé en 1983 après avoir rencontré des obstacles techniques insurmontables dus au sous-développement industriel ; par exemple, les centrales électriques à turbine à gaz requises ne pouvaient être ni produites sur le marché intérieur, ni importées à des prix acceptables. En avril 2014, une image a émergé d'une maquette à grande échelle de la superstructure du type 055 sur le terrain de test électronique naval chinois à Wuhan,.
Le Type 055 devrait entreprendre des missions expéditionnaires et constituer l'escorte principale des porte-avions chinois,. Les États-Unis classent ces navires comme des croiseurs. La marine américaine définit un croiseur comme un grand bâtiment de surface multi-missions doté de capacités phares ; cela suggère que ceux-ci s'attendent à ce que le Type 055 remplisse un rôle similaire à celui de la classe Ticonderoga concurrente.

## Construction et carrière
Le Lhasa est le second navire de sa classe après son navire-jumeau Nanchang. Il est lancé le 28 avril 2018 au chantier naval de Jiangnan à Shanghai, effectue son voyage inaugural le 27 janvier 2021 au large de l'île de Hainan avec numéro de fanion 102 et est mis en service le 7 mars 2021 au cours duquel il rejoint le 1er détachement de destroyers de la flotte de la mer du Nord,. Le journal tibétain Lhasa Daily rapporta en mars 2021 que le Vice Manor de Lhassa s'est rendu à la base militaire de Qingdao pour rendre visite aux officiers et aux marins du nouveau destroyer chinois. La chaîne de télévision locale Lhasa TV publia également un reportage filmant l'intérieur du navire.